# Joe Gilroy
Joe Gilroy (Glasgow, 19 ottobre 1941) è un allenatore di calcio ed ex calciatore scozzese, di ruolo attaccante.

## Carriera

### Calciatore
Formatosi nel Balfron, nel 1958 passa al Queen's Park, con cui gioca due stagioni nella cadetteria scozzese. Con i Queen's Park esordisce il 25 aprile 1959 nel pareggio esterno per 1-1 contro il Berwick Rangers.
Nel 1963 è in forza al Montrose, sempre nella serie cadetta. Nella stagione 1964-1965 passa al Clyde, con cui ottiene il settimo posto nella massima serie scozzese. Rimarrà in forza al Clyde sino per altre due stagioni, ottenendo come miglior piazzamento il terzo posto nella Scottish Division One 1966-1967.
Nel giugno 1967 si trasferisce in America per giocare nel Chicago Spurs, società militante nella neonata NPSL. Con gli Spurs ottenne il terzo posto nella Western Division pur non giocando alcun incontro ufficiale.
Terminata l'esperienza americana, torna in Europa per giocare con gli inglesi del Fulham. Con i londinesi retrocede in cadetteria al termine della First Division 1967-1968 ed in terza serie al termine della Second Division 1968-1969.
Nella stagione 1969-1970 torna in Scozia per giocare nel Dundee, ottenendo il sesto posto finale. La stagione seguente Gilroy ottiene con il suo club il quinto posto finale.
Nel 1971 si trasferisce in Sudafrica per giocare negli Highlands Park, società in cui milita sino al 1974.

### Allenatore
Terminata l'esperienza sudafricana, nel 1974 torna in patria per diventare assistente allenatore di John Prentice al Falkirk. Dopo una breve parentesi alla guida degli islandesi del Valur, allena i cadetti del Morton.
Dal 1976 al 1979 allena il Queen's Park nella terza serie scozzese.
Chiusa l'esperienza in patria si trasferisce in Australia, dove allena il Brisbane Lions ed il Brisbane City.